# Thomas (I) Lupo
Thomas (I) Lupo   (Londres, 1571 (<7 d'agost de 1571) - Londres, desembre 1627) va ser un compositor i violista anglès de les èpoques tardana isabelina i jacobina.
Juntament amb Orlando Gibbons, John Coprario i Alfonso Ferrabosco, va ser un dels principals desenvolupadors del repertori per a conjunts de viola.
Va formar part d'una famosa família de músics, (Lupo), que va incloure diverses generacions. El seu pare era Joseph Lupo, un músic de corda i compositor de Venècia que havia arribat primer a Anvers i després a Londres; Thomas probablement va néixer allí. En 1588 es va unir al conjunt de violí a la cort de la reina Isabel I, quan només tenia 16 anys, però evidentment no li van pagar els seus serveis fins a 1591. Thomas va conservar aquesta posició, o les seves variants, durant tota la seva vida. Durant l'època jacobina, va servir tant a les llars del Príncep Henry (després de 1610) i el Príncep Carles (després de 1617).
Un registre supervivent de 1627 indica que estava en dificultats financeres i que va haver de signar 100 lliures esterlines per pagar els seus creditors: l'informe afirma que la seva dona va intentar violentament evitar que ho fes.

## Música i influència
Lupo va ser una de les figures principals en el desenvolupament del repertori de conjunts de viola. A més, va ser un compositor important de la música vocal sagrada. Probablement va escriure una quantitat considerable de música per al conjunt de violí de la cort, però gairebé cap d'ells sobreviu; Hi ha la hipòtesi que gran part del repertori anònim d'aquest grup és per Lupo.
La major part de la música per a violes que va escriure Lupo, per dos, tres, quatre, cinc i sis parts, data del seu treball a la llar del Príncep Carles. Moltes de les peces utilitzen un estil contrapunt i textural que recorda al madrigal italià, especialment les peces de cinc i sis veus: en particular va imitar l'estil de Marenzio, les obres del qual eren conegudes a Anglaterra, havent compost una gran part de Nicholas La música transalpina de Yonge, de 1588, que va començar la moda dels madrigals a Anglaterra.
La seva música de conjunt per a tres i quatre parts és més experimental, sovint amb combinacions poc freqüents en altres compositors de l'època, com ara tres baixos junts o tres triples junts. Alguns dels consort musicals van ser dissenyats per anar acompanyats d'un orgue.
Els tipus específics de composicions instrumentals de Lupo inclouen fantasies (12 per a sis parts, 35 per a cinc parts, 13 per a quatre parts i 24 per a tres parts); pavanes, gal·les i almands (allemandes). Algunes de les fantasies són transcripcions directes de madrigals italians.